# Хайнрих III (Лимбург)
Вижте пояснителната страница за други личности с името Хайнрих III.
Хайнрих III (на френски: Henri III de Limbourg, на немски: Heinrich III; * 1140, † 21 юни 1221) от Дом Лимбург-Арлон, е от 1165 г. до 1221 г. херцог на Лимбург и граф на Арлон.

## Произход
Той е син на херцог Хайнрих II († август 1167) и първата му съпруга Матилда от Сафенберг (* 1120, † 2 януари 1145).

## Управление
През 1172 г. Хайнрих III се бие против граф Хайнрих IV Люксембургски и привърженика му Балдуин V, граф на Хенегау, при което територията около Арлон е унищожена. През 1183 г. той подкрепя избора на Фолмар от Карден за архиепископ на Трир и така е против император Фридрих I Барбароса.
Хайнрих III участва заедно със сина си Валрам IV в третия кръстоносен поход. Те пътуват независимо от главната войска на император Фридрих I Барбароса и в Светата Земя се включват във войската на Ричард Лъвското сърце.
Хайнрих III води до 1191 г. война с племенника си Хайнрих I Смели, херцог на Брабант, за фогтай Sint-Truiden, който принадлежи към зестрата на майката на племенника му, Маргарета от Лимбург (сестра на Хайнрих III). Така херцогът на Лимбург става васал на херцога на Брабант. През 1196/1197 г. той се бунтува заедно със сина си против император Хайнрих VI и през 1206 г. участва в битката при Васенберг.
През последните си години Хайнрих III подкрепя Ото от Брауншвайг против Филип Швабски в борбата за немската корона. През 1214 г. той участва в битката при Бувин.
Хайнрих III умира през 1221 г. Той е наследен от втория му син, Валрам IV (III).

## Фамилия
Първи брак: през 1165 г. със София фон Саарбрюкен (* 1149, † сл. 1215), дъщеря на граф Симон I от Графство Саарбрюкен и Матилда фон Спонхайм. Двамата имат децата:
- Хайнрих IV (* 1165, † 1214), 1178 – 1215 господар на Васенберг, ∞ за София фон Гелре
- Валрам IV (* ок. 1175, † 1226), граф на Люксембург, херцог на Лимбург, господар на Моншау
- Фридрих († 1211/1212) господар на Лумен
- Герхард II († 1225), господар на Васенберг
- Симон (1178, † 1195), 1193 – 1195 епископ на Лиеж, 1195 кардинал
- Юдит († 1202), ∞ Госвин IV фон Фалкенбург († 1217)
- Макарий, доказан 1214
- Изабела († 1221), ∞ Дитрих I фон Фалкенбург, господар на Хайнсберг и Фалкенбург (1192, † 1227)

Втори брак: преди 1189 г. с Аделхайд фон Хенеберг († 1198), дъщеря на граф Попо VI фон Хенеберг, бургграф на Вюрцбург. Този брак е бездетен.